# Gianluca Naso
Gianluca Naso (Trapani, 6 gennaio 1987) è un ex tennista italiano.
Destrimane e dotato di un incisivo rovescio ad una mano, è stato allenato dal coach Alessandro Torrisi.

## Carriera
Figlio d'arte (il padre Enzo è stato un "prima categoria"), dopo una buona carriera nel circuito giovanile, dove ha raggiunto la posizione n.19 a livello mondiale, ha iniziato a farsi notare nel circuito maggiore nel 2007 e nel 2008.
Nel 2007 come migliori risultati Naso colleziona una finale al torneo challenger di Genova, dove sconfigge giocatori del calibro di Gastón Gaudio (vincitore, nel 2004, del Roland Garros), Carlos Berlocq e Rubén Ramírez Hidalgo, due quarti di finale ai challenger di Milano e Manerbio.
Nel 2008 si classifica al 1º posto al Torneo Internazionale di Tennis "Future" Xa edizione giocato a Caltanissetta tra l'8 e il 16 marzo. Sempre in quest'anno colleziona invece questi risultati: due quarti di finale ai tornei challenger di Barletta ed Alessandria, gli ottavi di finale all'importante torneo ATP di Monaco di Baviera, dove sconfigge l'ex n.5 al mondo Rainer Schüttler, meritandosi, secondo gli organizzatori degli Internazionali d'Italia, il diritto ad una wild card che gli permette di affrontare al primo turno del torneo romano Guillermo Cañas al quale Naso è capace di strappare anche il primo set, perdendo però poi l'incontro.
Il 3 luglio 2009 conquista la medaglia di bronzo nel singolo ai Giochi del Mediterraneo di Pescara e l'oro nel doppio.
Il 15 luglio 2012 vince il suo primo torneo challenger a San Benedetto del Tronto raggiungendo il giorno dopo il best ranking alla posizione numero 175 ATP.
L'8 novembre 2014 si aggiudica il torneo future di Santa Margherita di Pula battendo in finale il connazionale Gianluca Mager con il punteggio di 6-4, 6-3.
Il 3 agosto 2016 annuncia tramite un post pubblicato sul suo profilo Facebook la sua intenzione di ritirarsi dall'attività internazionale, ponendo così fine alla sua carriera professionistica.

## Statistiche

### Tornei minori

#### Singolare

##### Vittorie (3)
| Legenda tornei minori |
| Challenger (1)        |
| Futures (2)           |

| Numero | Data            | Torneo                                       | Superficie  | Avversario in finale  | Punteggio |
| 1.     | 16 marzo 2008   | Città di Caltanissetta, Caltanissetta        | Terra rossa | Enrico Burzi          | 6-4, 6-2  |
| 2.     | 15 luglio 2012  | Carisap Tennis Cup, San Benedetto del Tronto | Terra rossa | Andreas Haider-Maurer | 6-4, 7-5  |
| 3.     | 8 novembre 2014 | Santa Margherita di Pula                     | Terra rossa | Gianluca Mager        | 6-4, 6-3  |

##### Finali perse (7)
| Legenda tornei minori |
| Challenger (2)        |
| Futures (5)           |

| Numero | Data             | Torneo                           | Superficie  | Avversario in finale | Punteggio        |
| 1.     | 4 settembre 2007 | Genoa Open Challenger, Genova    | Terra rossa | Flavio Cipolla       | 2-6, 7-6, 5-7    |
| 2.     | 7 settembre 2008 | Genoa Open Challenger, Genova    | Terra rossa | Fabio Fognini        | 4-6, 3-6         |
| 3.     | 12 giugno 2011   | Torneo Tennis Club Parma, Parma  | Terra rossa | Matteo Trevisan      | 3-6, 4-6         |
| 4.     | 11 agosto 2013   | Città di Bolzano, Bolzano        | Terra rossa | Kyle Edmund          | 3-6, 2-6         |
| 5.     | 13 ottobre 2013  | ITF Futures Reale Mutua, Palermo | Terra rossa | Alessio Di Mauro     | 4-6, 3-6         |
| 6.     | 19 gennaio 2014  | Sharm el Sheikh                  | Terra rossa | Tak Khunn Wang       | 1-6, 2-6         |
| 6.     | 26 gennaio 2014  | Sharm el Sheikh                  | Terra rossa | Alberto Brizzi       | 7–6(3), 3-6, 5-7 |

### Nazionale
- 2009 Oro Tennis ai XVI Giochi del Mediterraneo - Doppio maschile